# الطاقة النووية في تايوان
الطاقة النووية في تايوان مسؤولة عن تزويد البلاد بالكهرباء بسعة تبلغ 5028 ميغاواط عبر 3 محطات نشطة و6 مفاعلات، مشكّلة نحو 8.1% من الاستهلاك الوطني للطاقة، و19% من إنتاجها من الكهرباء في عام 2015. التقنية المستخدمة في المفاعلات هي مفاعل المياه المغلي المقدم من شركة جنرال إلكتريك ضمن مفاعلين، ومفاعل الماء المضغوط المقدم من شركة كهرباء ويستينغهاوس المستخدم في محطة مانشان للطاقة النووية.
واجه بناء محطة لونغمن للطاقة النووية الذي يستخدم تقنية مفاعل الماء المغلي المتقدم معارضة من قبل الجمهور وتأخيرات عدّة، وفي 1 أبريل/نيسان من عام 2014، قررت الحكومة تعليق أعمال البناء.
تمتد صدوع زلزالية نشطة عبر الجزيرة، ويزعم أنصار البيئة المناهضون للطاقة النووية عدم ملاءمة تايوان للمحطات النووية. قيّم تقرير صادر عام 2011 من قبل مجلس الدفاع عن الموارد الطبيعية خطر الزلازل الذي تتعرض له المفاعلات في جميع أنحاء العالم، والمحدد من قبل بيانات البرنامج العالمي لتقييم مخاطر الزلازل، واضعًا جميع مفاعلات تايوان ضمن الفئة الأكثر عرضة للخطر التي تتضمن 12 مفاعلًا في مناطق شديدة الخطورة، إضافة إلى بعض المفاعلات في اليابان.
أعلنت الحكومة الفائزة في انتخابات 2016 التخلص التدريجي من توليد الكهرباء عبر الطاقة النووية. صوت استفتاء عام 2018 لصالح الإبقاء على الطاقة النووية، إلا أن الحكومة أعلنت في شهر يناير/كانون الثاني من عام 2019 أنه لن يكون هناك تمديد لعمر المحطات القائمة أو البدء في بناء محطات طاقة نووية.

## التنظيم
تُدار جميع المحطات من قبل شركة كهرباء تايوان (تايباور). يعتبر مجلس الطاقة الذرية لتايوان الهيئة التنظيمية الفعالية، إلا أن المحطات جميعها تخضع أيضًا لمعايير سلامة الوكالة الدولية للطاقة الذرية.

## التخلص من النفايات النووية
بنيت منشأة لانيو لتخزين النفايات النووية على جزيرة لانيو في العام 1982. تقع منشأة التخزين ضمن الطرف الجنوبي من الجزيرة التي تبلغ مساحتها 45 كيلومتر مربع، الواقعة قبالة الساحل الجنوبي الشرقي لتايوان. تتلقى المنشأة نفايات نووية من ثلاث محطات للطاقة النووية في تايوان تديرها شركة تايباور الحكومية. ليس لسكان الجزيرة رأي في قرار تحديد موقع المنشأة على الجزيرة.
في عام 2002، نظم نحو 2000 متظاهر، بمن فيهم العديد من سكان جزيرة أوركيد التايوانية الأصليين، اعتصامًا قبالة منشأة التخزين، داعين شركة تايباور إلى إزالة النفايات النووية من الجزيرة. احتجوا أيضًا على فشل الحكومة في إيفاء التزامها بسحب 100 ألف برميل من النفايات المشعة منخفضة المستوى من جزيرتهم بنهاية عام 2002. في محاولة منها لتهدئة المخاوف المتعلقة بالسلامة، تعهدت شركة تايباور بإعادة تعبئة النفايات، إذ أن عديدًا من البراميل المستخدمة في التخزين أصبحت صدئة بسبب هواء الجزيرة المالح والرطب. تبحث شركة تايباور منذ سنوات عن طرق لشحن النفايات النووية إلى الخارج من أجل التخزين النهائي، إلا أن خطط تخزين النفايات ضمن منجم فحم مهجور في كوريا الشمالية قوبلت باعتراضات شديدة من كوريا الشمالية واليابان بسبب مخاوف تتعلق بالسلامة والبيئة، في حين أن تخزين النفايات في روسيا أو بر الصين الرئيسي يحمل تعقيداتٍ بسبب عوامل سياسية. تحاول شركة تايباور «إقناع سكان الجزيرة بتمديد إجراء التخزين لتسع سنوات أخرى مقابل دفع مبلغ 200 مليون دولار تايواني جديد (نحو 5.7 مليون دولار أمريكي).
خُزّن نحو 100 ألف برميل من النفايات النووية من محطات الطاقة النووية النشطة في البلاد ضمن مجمع لانيو. ذكر تقرير صدر في شهر نوفمبر/تشرين الثاني من عام 2011 اكتشاف تسرب إشعاعي خارج المنشأة، ما زاد من قلق القاطنين في الجزيرة. في فبراير/شباط من العام 2012، نظم المئات من سكان تاو الأصليين الذين يعيشون في لانيو مظاهرة خارج منشأة تخزين النفايات النووية في لانيو، داعين فيها شركة كهرباء تايوان إلى إزالة النفايات النووية من الجزيرة في أقرب وقت ممكن.
في أواخر عام 2019، وقبل فترة ليست ببعيدة من إعادة انتخابها، عرضت تساي ينغ ون تعويضًا ماليًا على مجتمع تاو. رأى كبار السن في تلك الخطوة محاولةً لرشوتهم، لذا رفضوا العرض وشنوا احتجاجات أمام سلطة يوان التنفيذية، مطالبين بإزالة النفايات.

## التاريخ
تحسن أداء محطات الطاقة النووية في تايوان بشكل كبير. ارتفعت نسبة توافرها من 70% في السبعينيات إلى 90% في التسعينيات. تحسنت مؤشرات السلامة أيضًا، إذ انخفضت حالات الإيقاف الفوري للمفاعل (من 30 مرة في في السنة عام 1984 إلى مرتين أو 3 في السنة حاليًا) إضافة إلى انخفاض الانبعاثات الإشعاعية.
تُجمع الأموال كجزء من مبيعات الكهرباء المولدة عبر الطاقة النووية لدفع تكاليف إدارة الوقود المستهلك ووقف التشغيل. كان من المتوقع أن يغطي مبلغ 196 مليار دولار تايواني (عام 2009) جميع الالتزامات المستقبلية، وهو ما حدث فعلًا.
تراجعت الطاقة النووية في تايوان من 14% عام 1990 إلى 7.3% عام 2005، بعد أن حل الفحم محلها بشكل جزئي الذي ارتفع من 23% إلى 32% خلال نفس الفترة. إن نصيب الفرد من انبعاثات ثاني أكسيد الكربون يعادل ثلاثة أمثال المتوسط العالمي، واحتلت تايوان المرتبة الأولى في الزيادة السنوية لانبعاثات ثاني أكسيد الكربون بالنسبة للفرد في عام 2008.
تعتبر محطات الطاقة النووية التايوانية عالية الأداء، إذ فاق معدل توافرها 88.5% بين عامي 2005 و2010.
بحلول عام 2012، وفرت الطاقة النووية 16 من كهرباء البلاد، إضافة إلى الفحم بنسبة 47% والغاز الطبيعي بنسبة 16%.

### ما بعد حادثة فوكوشيما
في أعقاب الحوادث النووية التي وقعت في فوكوشيما في اليابان، برزت قضية الطاقة النووية باعتبارها مثيرة للجدل. في مارس/آذار من العام 2011، تظاهر نحو 2000 مناهض للطاقة النووية في تايوان، داعين إلى الوقف الفوري لبناء رابع محطة للطاقة النووية في الجزيرة. عارض المتظاهرون أيضًا خطط تمديد عمر ثلاث محطات نووية قائمة.
في عشية يوم البيئة العالمي في يونيو/حزيران عام 2011، تظاهرت الجماعات البيئية ضد سياسة تايوان في مجال الطاقة النووية. تجمع اتحاد تايوان لحماية البيئة مع 13 مشرّع وجماعات بيئية في تايبيه (عاصمة تايوان) حاملين لافتات تقول: «أحب تايوان، وليس الكوارث النووية». احتج المتظاهرون على وجود ثلاث محطات للطاقة النووية عاملة في البلاد وبناء محطة رابعة. دعا المتظاهرون أيضًا إلى «إعادة تقييم جميع محطات الطاقة النووية بشكل شامل وإغلاقها فورًا في حال لم تنجح باجتياز فحوصات السلامة».
حسب وانغ تو فار، أستاذ الاقتصاد في جامعة تايبيه الوطنية، «إذا حدثت أزمة نووية على مستوى سبعة في تايوان، فستدمر البلاد». قال جورج هسو، أستاذ الاقتصاد التطبيقي في جامعة تشونغ هسينغ الوطنية وسط تايوان، أنه يجب إعادة تصميم محطات الطاقة النووية في المناطق المعرضة للزلازل لجعلها أكثر مقاومة، وهو تفويض من شأنه أن يقلل من ميزة التكلفة الأصلية.
شكل خروج المفاعلات النووية القائمة عن الخدمة قضية كبرى في الانتخابات الرئاسية لعام 2012. انتهت الانتخابات بفوز ائتلاف بان-غرين بسياساته التي اشتملت على تحويل تايوان إلى مجتمع خالٍ من الطاقة النووية، ويضع حاليًا في الحسبان تشريعًا يقضي بالتخلص التدريجي من الطاقة النووية في غضون 9 سنوات. صوت استفتاء أجري عام 2018 لصالح الإبقاء على الطاقة النووية في تايوان، إلا أنه في يناير/كانون الثاني من العام 2019، قالت الحكومة أنه لن يكون هناك تمديد لعمر المحطات القائمة أو بدءٌ في بناء محطات طاقة نووية.